# Celadonia luteonotata
Celadonia luteonotata is een keversoort uit de familie Callirhipidae. De wetenschappelijke naam van de soort werd in 1907 als Callirhipis luteonotata gepubliceerd door Maurice Pic.